# Leon Pohle
Pour les articles homonymes, voir Pohle (homonymie).
Leon Pohle (né le 1er décembre 1841 et mort le 27 février 1908) est un peintre saxon, connu essentiellement pour ses portraits.

## Biographie
Il étudie à l'École supérieure des beaux-arts de Dresde alors qu'il n'a que quinze ans. En 1860, il a pour professeur Jozef Van Lerius à Anvers. Il se rend ensuite à Weimar où il étudie auprès de Ferdinand Pauwels. Il a parmi ses élèves le peintre Osmar Schindler.

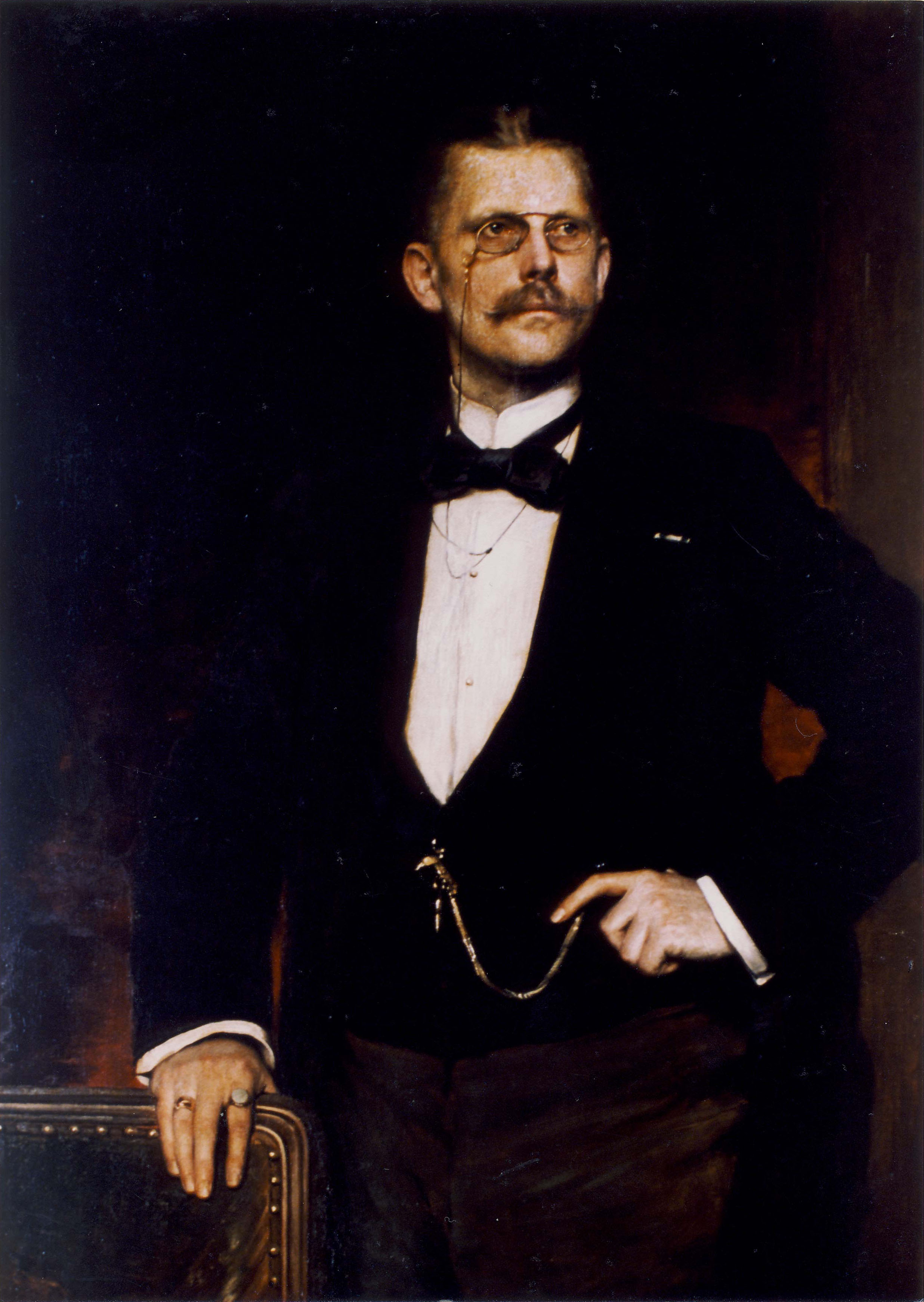
Heinrich von Beck par Leon Pohle
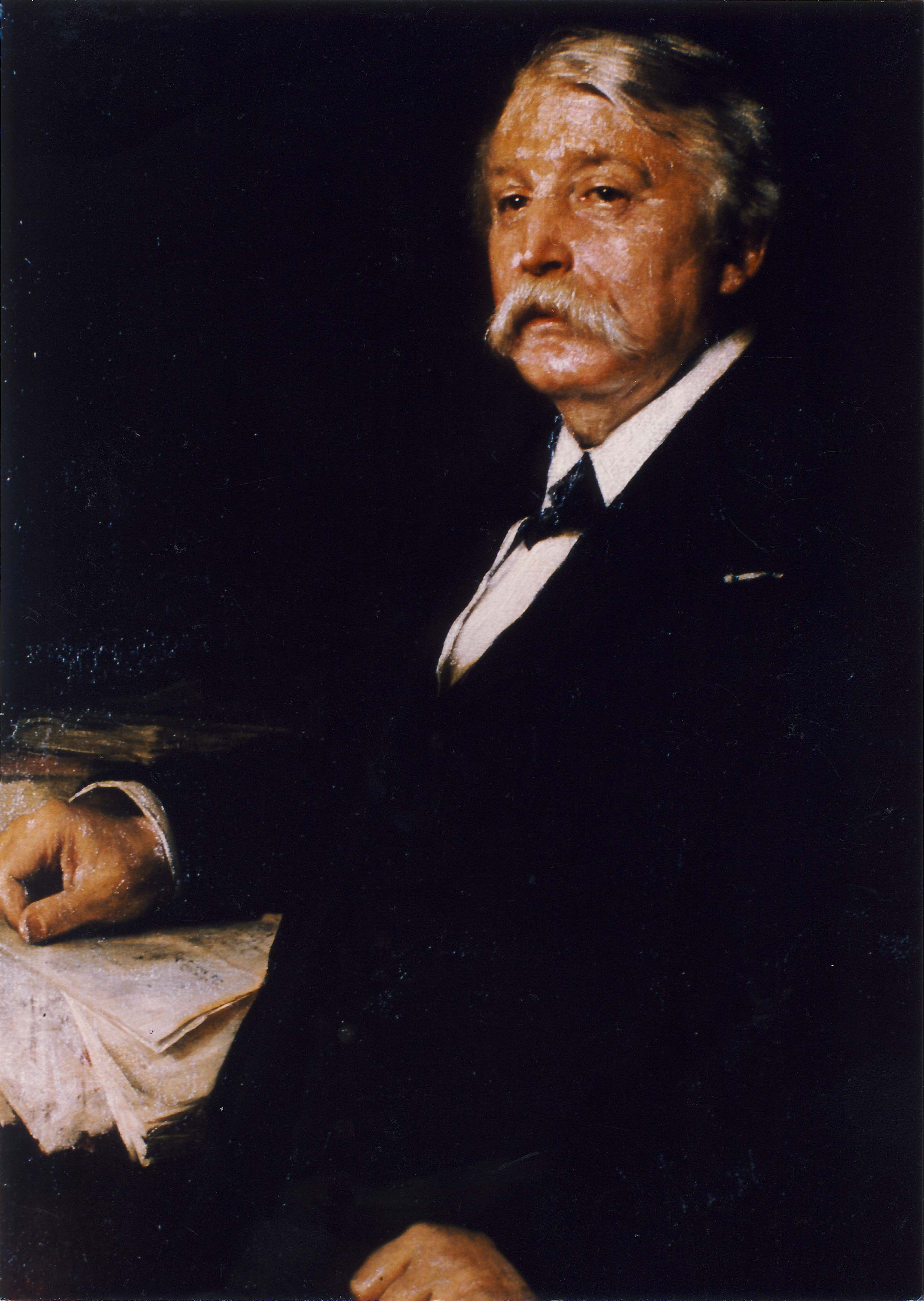
Heinrich Friedrich Wilhelm André par Leon Pohle
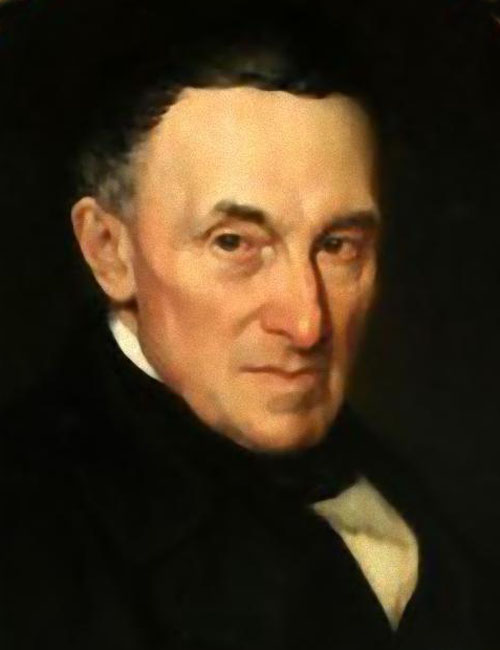
Carl Christian Philipp Tauchnitz par Leon Pohle